# Grand Prix Wielkiej Brytanii 1986

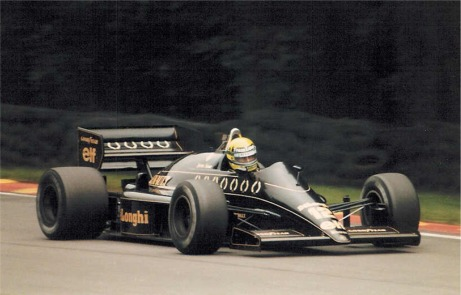
Ayrton Senna podczas Grand Prix Wielkiej Brytanii 1986

Grand Prix Wielkiej Brytanii 1986 (oryg. Shell Oils British Grand Prix) – dziewiąta runda Mistrzostw Świata Formuły 1 w sezonie 1986, która odbyła się 13 lipca 1986, po raz 12. na torze Brands Hatch.
39. Grand Prix Wielkiej Brytanii, 37. zaliczane do Mistrzostw Świata Formuły 1.

## Klasyfikacja
| Legenda oznaczeń w tabelach wyników Wyświetl szablon na nowej stronie | Legenda oznaczeń w tabelach wyników Wyświetl szablon na nowej stronie                                                                     |
| Oznaczenie                                                            | Wyjaśnienie |
| --------------------------------------------------------------------- | --- |
| Złoty                                                                 | Zwycięzca lub mistrzostwo |
| Srebrny                                                               | 2. miejsce lub wicemistrzostwo |
| Brązowy                                                               | 3. miejsce lub II wicemistrzostwo |
| Zielony                                                               | Ukończył, punktował (w klasyfikacji generalnej, gdy zdobył co najmniej jeden punkt na przestrzeni sezonu, poza trzema powyższymi opcjami) |
| Niebieski                                                             | Ukończył, nie punktował (w klasyfikacji generalnej, gdy nie zdobył co najmniej jednego punktu na przestrzeni sezonu)                      |
| Czerwony                                                              | Nie zakwalifikował się (NZ) |
| Czerwony                                                              | Nie prekwalifikował się (NPK) |
| Różowy                                                                | Nie ukończył (NU) |
| Różowy                                                                | Niesklasyfikowany (NS) (w klasyfikacji generalnej, gdy nie został sklasyfikowany w żadnym wyścigu sezonu)                                 |
| Czarny                                                                | Zdyskwalifikowany (DK) |
| Czarny                                                                | Wykluczony (WYK/EX) |
| Biały                                                                 | Nie wystartował (NW) |
| Biały                                                                 | Kontuzjowany (K/INJ) |
| Biały                                                                 | Wyścig odwołany (OD/C) |
| Bez koloru                                                            | Został wycofany (WYC/WD) |
| Bez koloru                                                            | Nie przybył (NP/DNA) |
| Bez koloru                                                            | Nie brał udziału w treningach (NT/DNP) |
| Bez koloru                                                            | Nie został zgłoszony (–) |
| Pogrubienie                                                           | Start z pole position |
| Kursywa                                                               | Najszybsze okrążenie wyścigu |
| †                                                                     | Nie ukończył, ale jego rezultat został zaliczony ze względu na przejechanie więcej niż 90% dystansu wyścigu.                              |
| *                                                                     | Sezon w trakcie |
| 1/2/3                                                                 | Punktowana pozycja w sprincie kwalifikacyjnym                                                                                             |
| Lista systemów punktacji Formuły 1                                    | |

| Pos | No | Kierowca           | Konstruktor            | Okrążeń | Czas/powód NU      | Poz. Start. | Punktów |
| --- | -- | ------------------ | ---------------------- | ------- | ------------------ | ----------- | ------- |
| 1   | 5  | Nigel Mansell      | Williams-Honda         | 75      | 1:30:38.471        | 2           | 9       |
| 2   | 6  | Nelson Piquet      | Williams-Honda         | 75      | + 5.574            | 1           | 6       |
| 3   | 1  | Alain Prost        | McLaren-TAG            | 74      | + 1 Lap            | 6           | 4       |
| 4   | 25 | René Arnoux        | Ligier-Renault         | 73      | + 2 Okrążeń        | 8           | 3       |
| 5   | 3  | Martin Brundle     | Tyrrell-Renault        | 72      | + 3 Okrążeń        | 11          | 2       |
| 6   | 4  | Philippe Streiff   | Tyrrell-Renault        | 72      | + 3 Okrążeń        | 16          | 1       |
| 7   | 11 | Johnny Dumfries    | Lotus-Renault          | 72      | + 3 Okrążeń        | 10          |         |
| 8   | 8  | Derek Warwick      | Brabham-BMW            | 72      | + 3 Okrążeń        | 9           |         |
| 9   | 14 | Jonathan Palmer    | Zakspeed               | 69      | + 6 Okrążeń        | 22          |         |
| NS  | 18 | Thierry Boutsen    | Arrows-BMW             | 62      | Nie sklasyfikowany | 13          |         |
| NU  | 16 | Patrick Tambay     | Lola-Ford              | 60      | Skrz. biegów       | 17          |         |
| NU  | 27 | Michele Alboreto   | Ferrari                | 51      | Turbo              | 12          |         |
| NU  | 24 | Alessandro Nannini | Minardi-Motori Moderni | 50      | Ukł. kierowniczy   | 20          |         |
| NU  | 19 | Teo Fabi           | Benetton-BMW           | 45      | Problemy z paliwem | 7           |         |
| NU  | 7  | Riccardo Patrese   | Brabham-BMW            | 39      | Silnik             | 15          |         |
| NU  | 12 | Ayrton Senna       | Lotus-Renault          | 27      | Skrz. biegów       | 3           |         |
| NU  | 29 | Huub Rothengatter  | Zakspeed               | 24      | Silnik             | 25          |         |
| NU  | 23 | Andrea de Cesaris  | Minardi-Motori Moderni | 23      | elektronika        | 21          |         |
| NU  | 20 | Gerhard Berger     | Benetton-BMW           | 22      | elektronika        | 4           |         |
| NU  | 15 | Alan Jones         | Lola-Ford              | 22      | Przepustnica       | 14          |         |
| NU  | 28 | Stefan Johansson   | Ferrari                | 20      | Silnik             | 18          |         |
| NU  | 2  | Keke Rosberg       | McLaren-TAG            | 7       | Skrz. biegów       | 5           |         |
| NU  | 26 | Jacques Laffite    | Ligier-Renault         | 0       | Kolizja            | 19          |         |
| NU  | 17 | Christian Danner   | Arrows-BMW             | 0       | Kolizja            | 23          |         |
| NU  | 21 | Piercarlo Ghinzani | Osella-Alfa Romeo      | 0       | Kolizja            | 24          |         |
| NU  | 22 | Allen Berg         | Osella-Alfa Romeo      | 0       | Kolizja            | 26          |         |